# 第182回国会
第182回国会（だい182かいこっかい）とは、2012年12月26日に召集された特別国会。会期は12月28日までの3日間であった。

## 概要
2012年12月16日に執行された第46回衆議院議員総選挙の結果、前回選挙で野党に転落した自由民主党が単独過半数を大きく超える294議席を獲得して与党に返り咲いた。これに伴い安倍晋三を首班とする新政権が発足し新たな体制の元での政権運営が始まることとなる。
なお本国会では衆議院の正副議長選挙・常任委員会委員長の選出・内閣総理大臣指名選挙と組閣などが行われたため、重要案件の審議は年明けに召集が予定される第183回国会に持ち越される。会期3日間の特別国会は第148回国会・第188回国会と並び最短となっている。

## 各党・会派の議席数
| 計480、2012年（平成24年）12月26日時点 - 自由民主党 - 293 - 民主党・無所属クラブ - 56 - 日本維新の会 - 54 - 公明党 - 31 - みんなの党 - 18 - 日本未来の党 - 9 - 日本共産党 - 8 - 社会民主党・市民連合 - 2 - 無所属 - 9（議長：伊吹文明、副議長：赤松広隆を含む） | 計242、2012年（平成24年）12月27日時点 - 民主党・新緑風会 - 87 - 自由民主党・無所属の会 - 83 - 公明党 - 19 - みんなの党 - 11 - 日本未来の党 - 8 - 日本共産党 - 6 - 社会民主党・護憲連合 - 4 - みどりの風 - 4 - 国民新党 - 3 - 日本維新の会 - 3 - 新党改革 - 2 - 新党大地 - 2 - 無所属 - 4 （議長：平田健二、副議長：山崎正昭を含む） |

## 今国会の動き
- 召集前
  - 11月16日 - 衆議院解散（近いうち解散）
  - 12月4日 - 第46回衆議院議員総選挙公示日
  - 12月16日 - 同選挙執行
  - 12月22日 - 国会の特別会を召集する詔書が公布される[3]。
- 会期中
  - 12月26日
    - 午前の臨時閣議において、野田第3次改造内閣が総辞職
    - 午前の参議院本会議において、副議長尾辻秀久の辞任を許可、後任に山崎正昭（自由民主党）を選出
    - 午後の衆議院本会議において、議長に伊吹文明（自由民主党）、副議長に赤松広隆（民主党）を選出
    - 午後の衆参両院本会議において、内閣総理大臣に自由民主党総裁安倍晋三を指名。内閣官房長官菅義偉による閣僚名簿発表の後、皇居での認証式を経て、第2次安倍内閣が発足

  - 12月27日 - 嘉田由紀子が代表を務める日本未来の党が小沢系と嘉田系に分裂[4]
  - 12月28日
    - 天皇臨席の下、開会式[5]
    - 閉会

## 常任委員長
| 委員長名           | 氏名       | 政党名       |
| ------------------ | ---------- | ------------ |
| 内閣委員長         | 平井卓也   | 自由民主党   |
| 総務委員長         | 北側一雄   | 公明党       |
| 法務委員長         | 石田真敏   | 自由民主党   |
| 外務委員長         | 河井克行   | 自由民主党   |
| 財務金融委員長     | 金田勝年   | 自由民主党   |
| 文部科学委員長     | 松野博一   | 自由民主党   |
| 厚生労働委員長     | 松本純     | 自由民主党   |
| 農林水産委員長     | 森山裕     | 自由民主党   |
| 経済産業委員長     | 富田茂之   | 公明党       |
| 国土交通委員長     | 金子恭之   | 自由民主党   |
| 環境委員長         | 吉野正芳   | 自由民主党   |
| 安全保障委員長     | 武田良太   | 自由民主党   |
| 国家基本政策委員長 | 山本公一   | 自由民主党   |
| 予算委員長         | 山本有二   | 自由民主党   |
| 決算行政監視委員長 | 谷畑孝     | 日本維新の会 |
| 議院運営委員長     | 佐田玄一郎 | 自由民主党   |
| 懲罰委員長         | 近藤昭一   | 民主党       |

| 委員長名       | 氏名       | 政党名     |
| -------------- | ---------- | ---------- |
| 内閣委員長     | 相原久美子 | 民主党     |
| 総務委員長     | 松あきら   | 公明党     |
| 法務委員長     | 草川昭三   | 公明党     |
| 外交防衛委員長 | 加藤敏幸   | 民主党     |
| 財政金融委員長 | 川崎稔     | 民主党     |
| 文教科学委員長 |            |            |
| 厚生労働委員長 | 武内則男   | 民主党     |
| 農林水産委員長 | 中谷智司   | 民主党     |
| 経済産業委員長 | 増子輝彦   | 民主党     |
| 国土交通委員長 | 石井準一   | 自由民主党 |
| 環境委員長     | 川口順子   | 自由民主党 |
| 予算委員長     | 石井一     | 民主党     |
| 決算委員長     | 金子原二郎 | 自由民主党 |
| 行政監視委員長 |            |            |
| 議院運営委員長 | 岩城光英   | 自由民主党 |